# Ogooué-Lolo
Ogooué-Lolo is een van de negen provincies van Gabon. De provincie, genoemd naar de rivieren Ogooué en Lolo, heeft een oppervlakte van 25.380 km² en had in 1993 43.915 inwoners. De hoofdstad is Koulamoutou.
Een deel van de provincie valt onder het ecosysteem en cultuurlandschap van Lopé-Okanda, een natuur- en cultuurgebied dat op de werelderfgoedlijst van het UNESCO staat.

## Departementen
Ogooué-Lolo is onderverdeeld in drie departementen (hoofdplaatsen tussen haakjes):
- Lolo-Bouenguidi (Koulamoutou)
- Lombo-Bouenguidi (Pana)
- Mouloundou (Lastoursville)

Estuaire · Haut-Ogooué · Moyen-Ogooué · Ngounié · Nyanga · Ogooué-Ivindo · Ogooué-Lolo · Ogooué-Maritime · Woleu-Ntem